# Okolo Třeboně (naučná stezka)

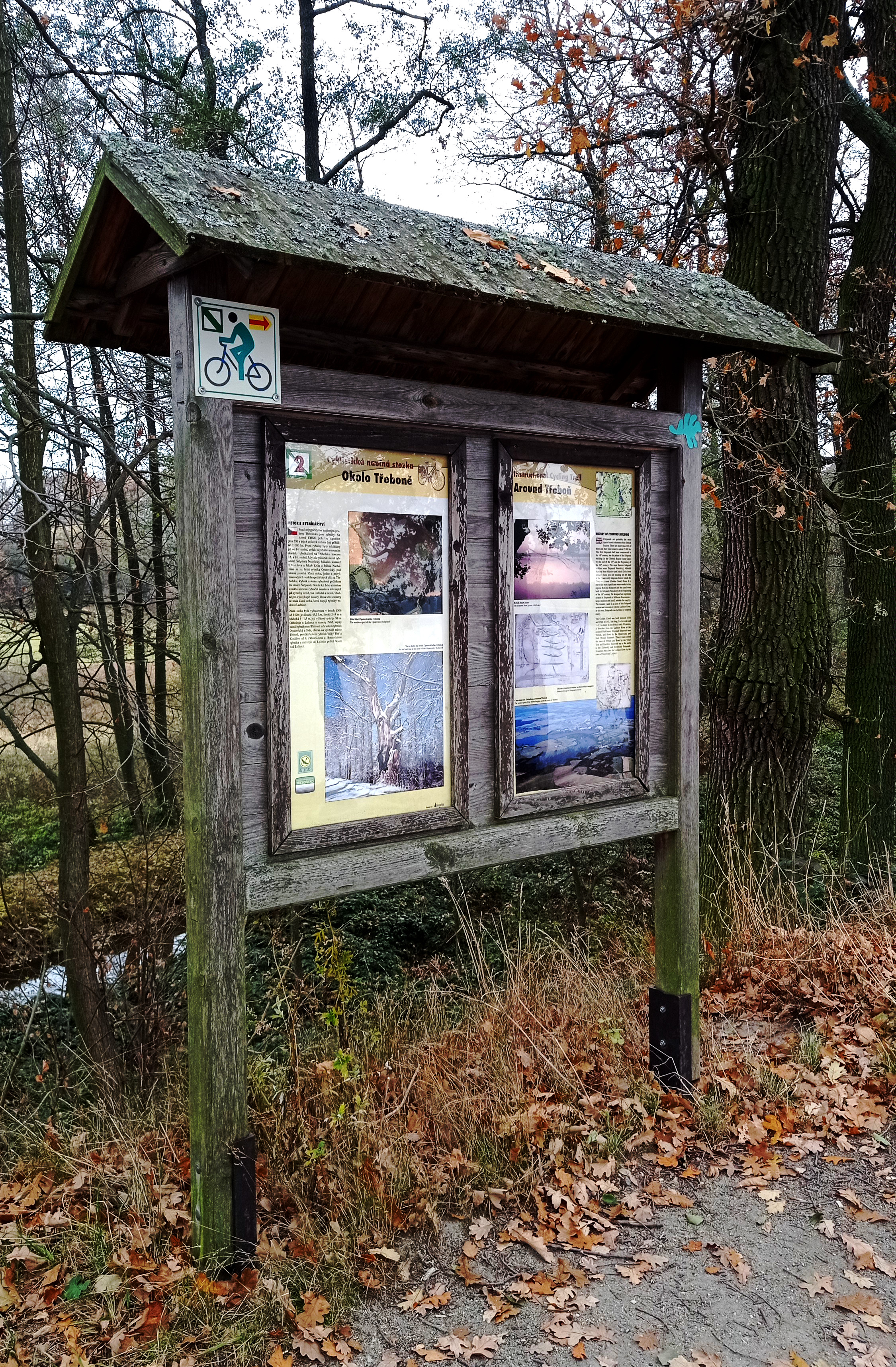
Infopanel u Opatovického rybníka

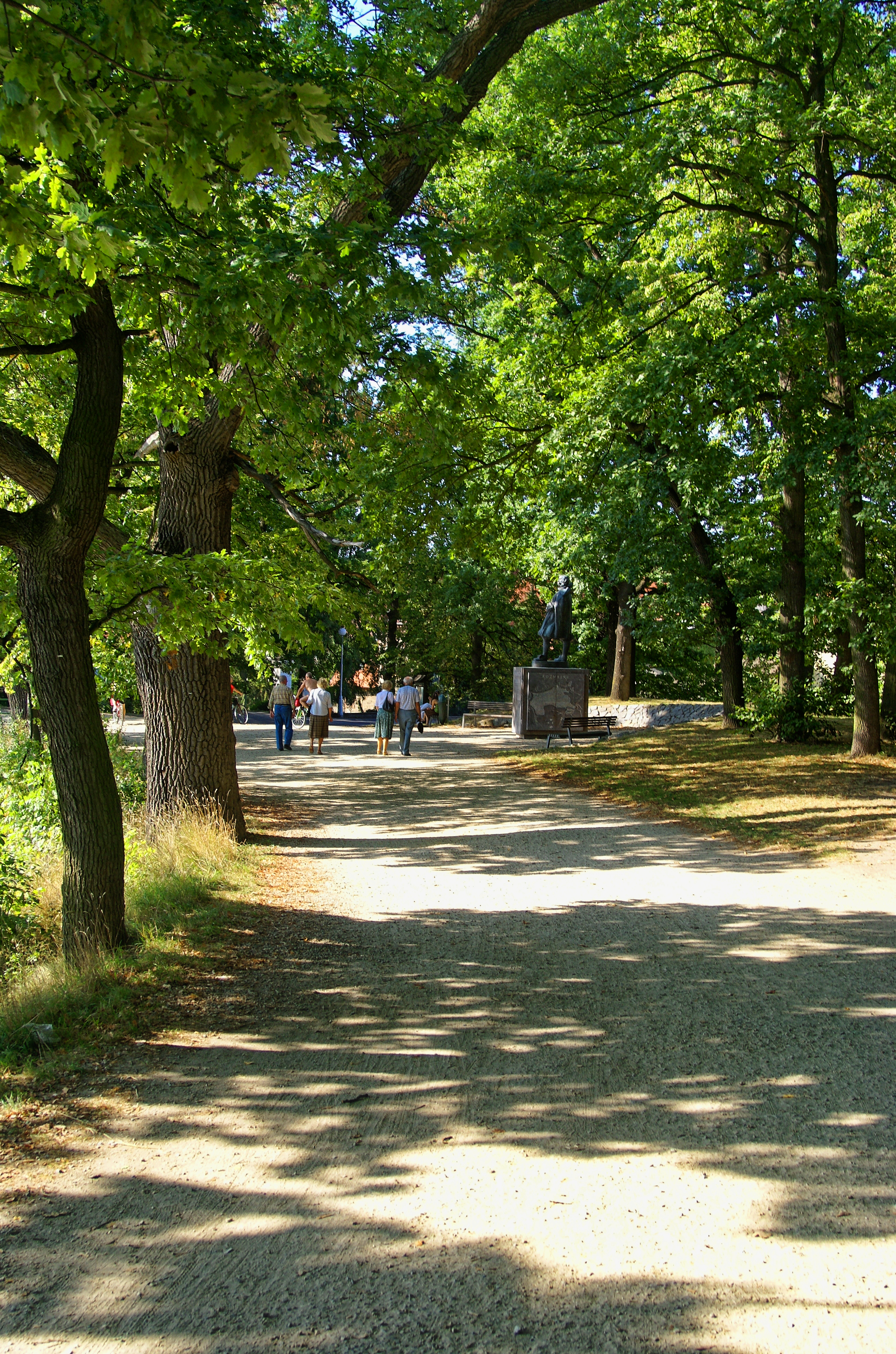
Část cyklostezky vede po hrázi rybníka Svět

Okolo Třeboně je cyklistická naučná stezka vedoucí oblastí východně od města Třeboň v jihočeském okrese Jindřichův Hradec.

## Popis
Okruh tvořící stezku meří 39 km, na kterém stojí 22 zastávek s informačními panely. Vybudována byla v roce 1989 a provozuje ji Správa CHKO Třeboňsko.  Z Třeboně vede od hráze rybníka Svět do Staré Hlíny a Lutové a přes Majdalenu se vrací zpět do města. Během trasy návštěvník míjí řadu dalších významných vodních děl, jako jsou rybníky Rožmberk a Vítek, Opatovický rybník, Zlatá stoka, Lužnice nebo přírodní rezervace Staré jezero, a dozvídá se o pro region typických zamokřených loukách a rostlinných a živočišných společenstvech, které v oblasti žijí. Texty na nformačních panelech jsou v češtině a angličtině.
Cyklostezka se částečně kryje s cyklostezkami číslo 122 a 1035 a je vhodná pro treková a horská kola. Její trasa je i díky minimálnímu převýšení hodnocena jako lehká, nicméně jako naučná stezka s některými úseky vhodnými pro pěší je okruh pro svou délku popisován jako náročný. Povrch některých úseků tvoří štěrk, krátké části vedou po silnicích II. třídy.

### Seznam zastavení[2]
1. Třeboň a rybník Svět
2. Opatovický rybník – místní rybníky
3. Zlatá stoka – funkce tohoto jedinečného středověkého vodohospodářského díla
4. Spálená borkovna – o třeboňských rašeliništích
5. Soví les – přírodní památka
6. Myslivna Barbora – o vývoji osídlení
7. Na třeboňské cestě – o lesích a lesnatosti
8. Rajská cesta – o Zámeckém polesí
9. U Pilaře – o řece Lužnici jako přirozené ose Třeboňska
10. Pod Vizírem – o rostlinných společenstvech
11. Starý Kanclíř – o rybníkářství
12. Lutová – o venkovské architektuře
13. U Travičného – výskyt orla mořského
14. U Řepů – o geologickém vývoji oblasti
15. Stříbřec – o zemědělství
16. Stříbřecký most – o Nové řece
17. Rybník Vyšehrad – o místním ptactvu
18. Stará řeka – o národní přírodní rezervaci Stará řeka
19. Rybník Vítek – o přehradě na Lužnici
20. Kouty – o třeboňské borovici
21. U Víta – u kaple sv. Víta
22. Třeboň – informace o městě

## Fotogalerie

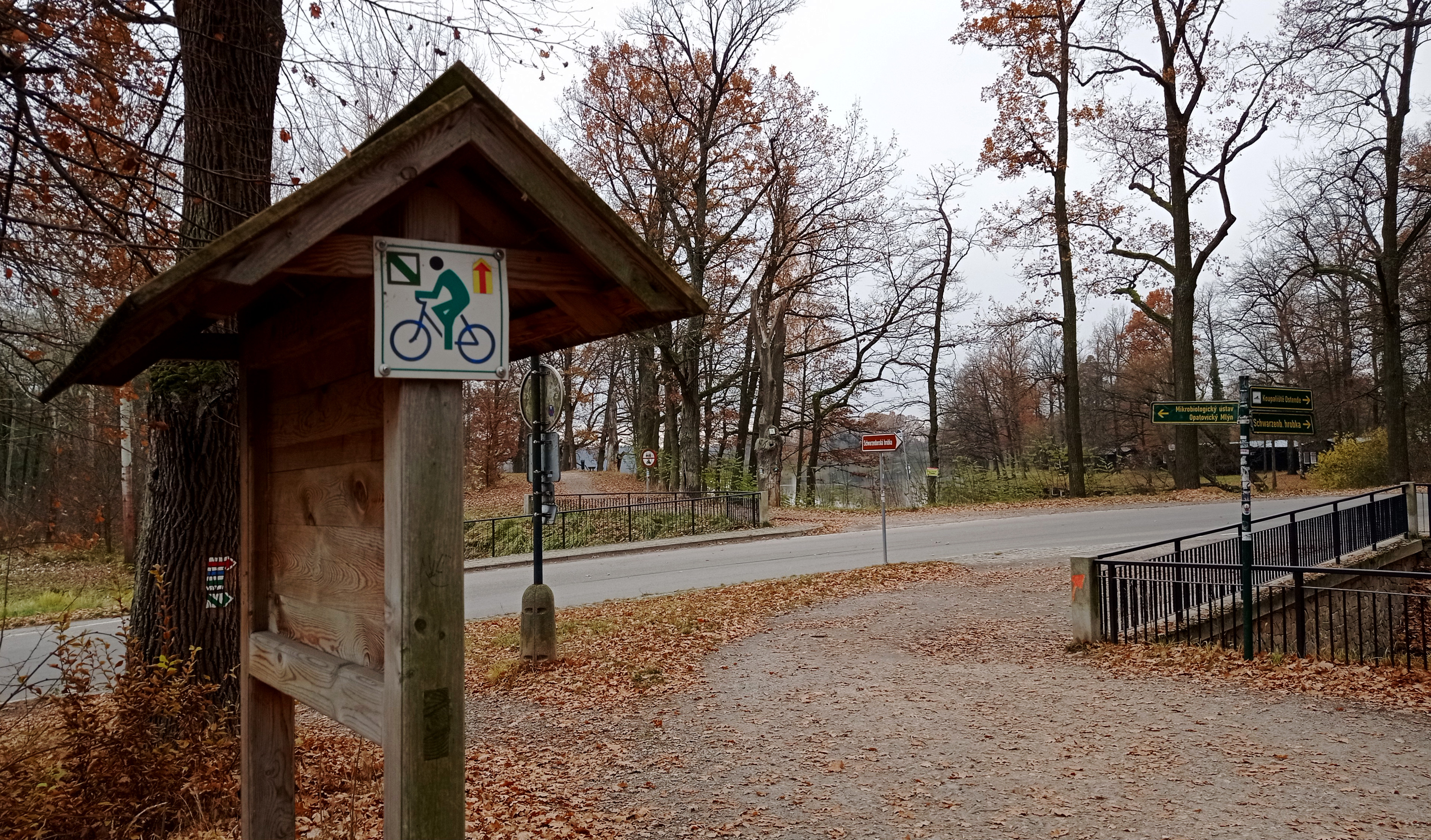
Symbol cyklostezky
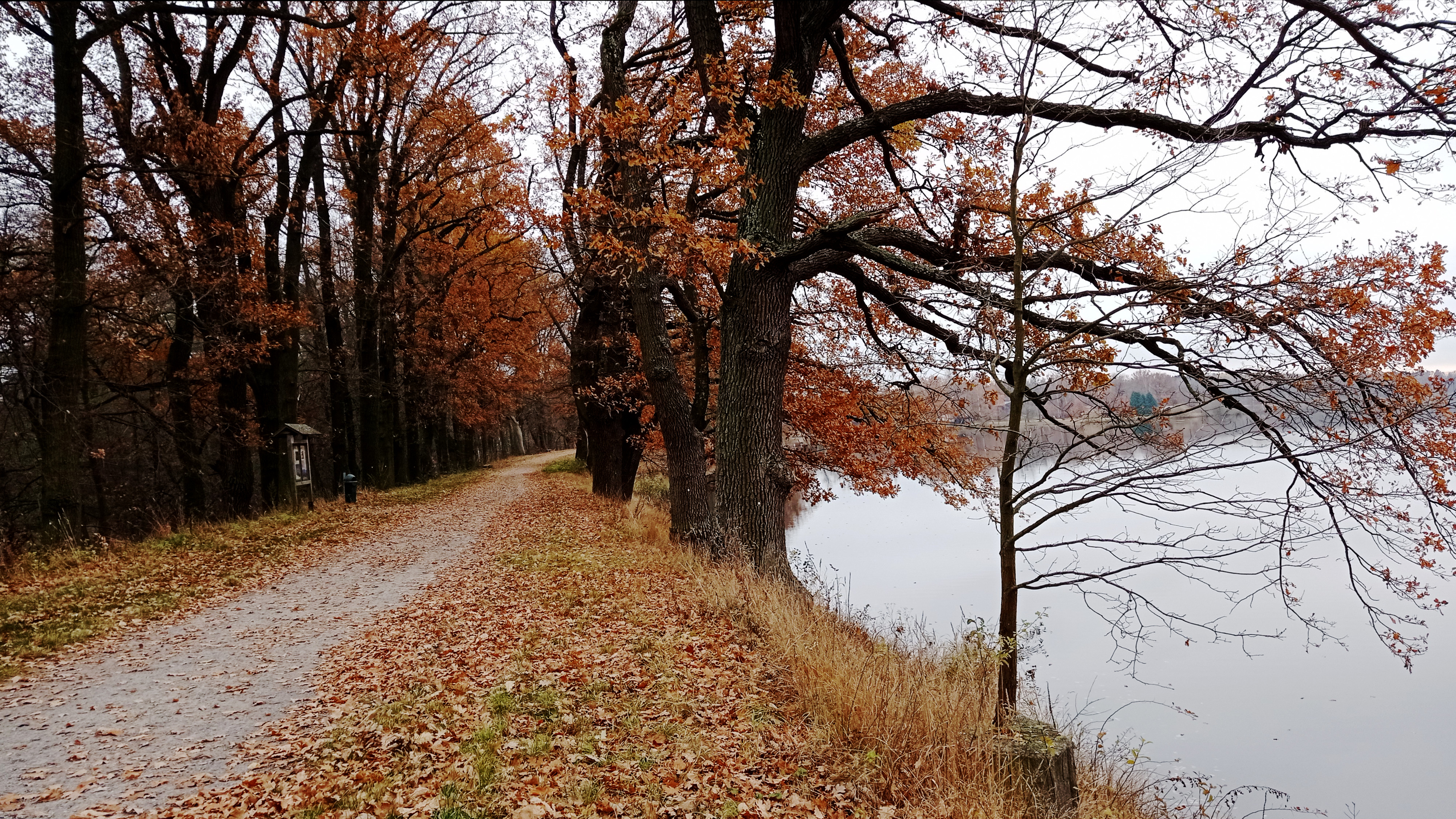
Cesta kolem Opatovického rybníka
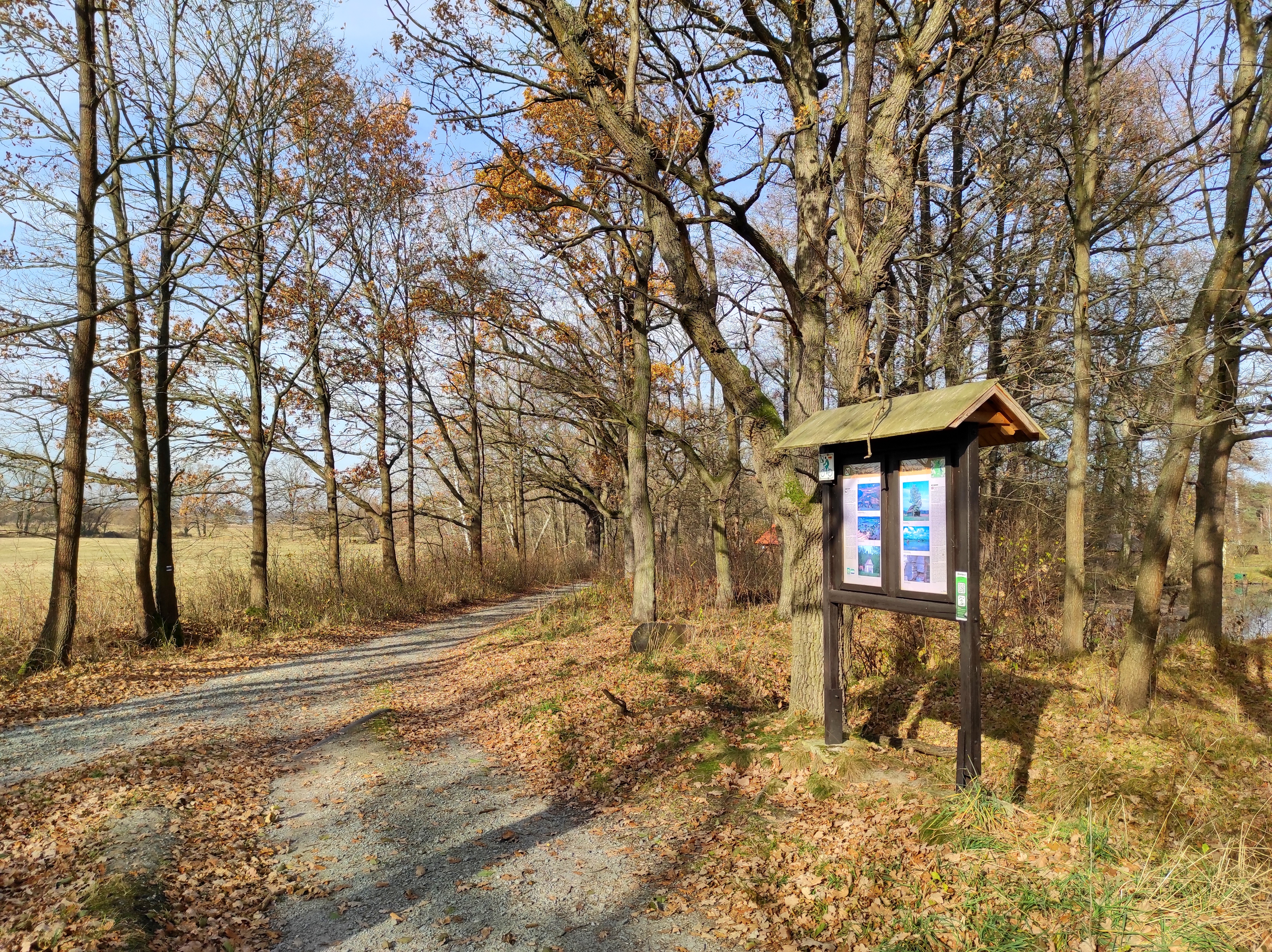
Zastavení u Mokrých luk
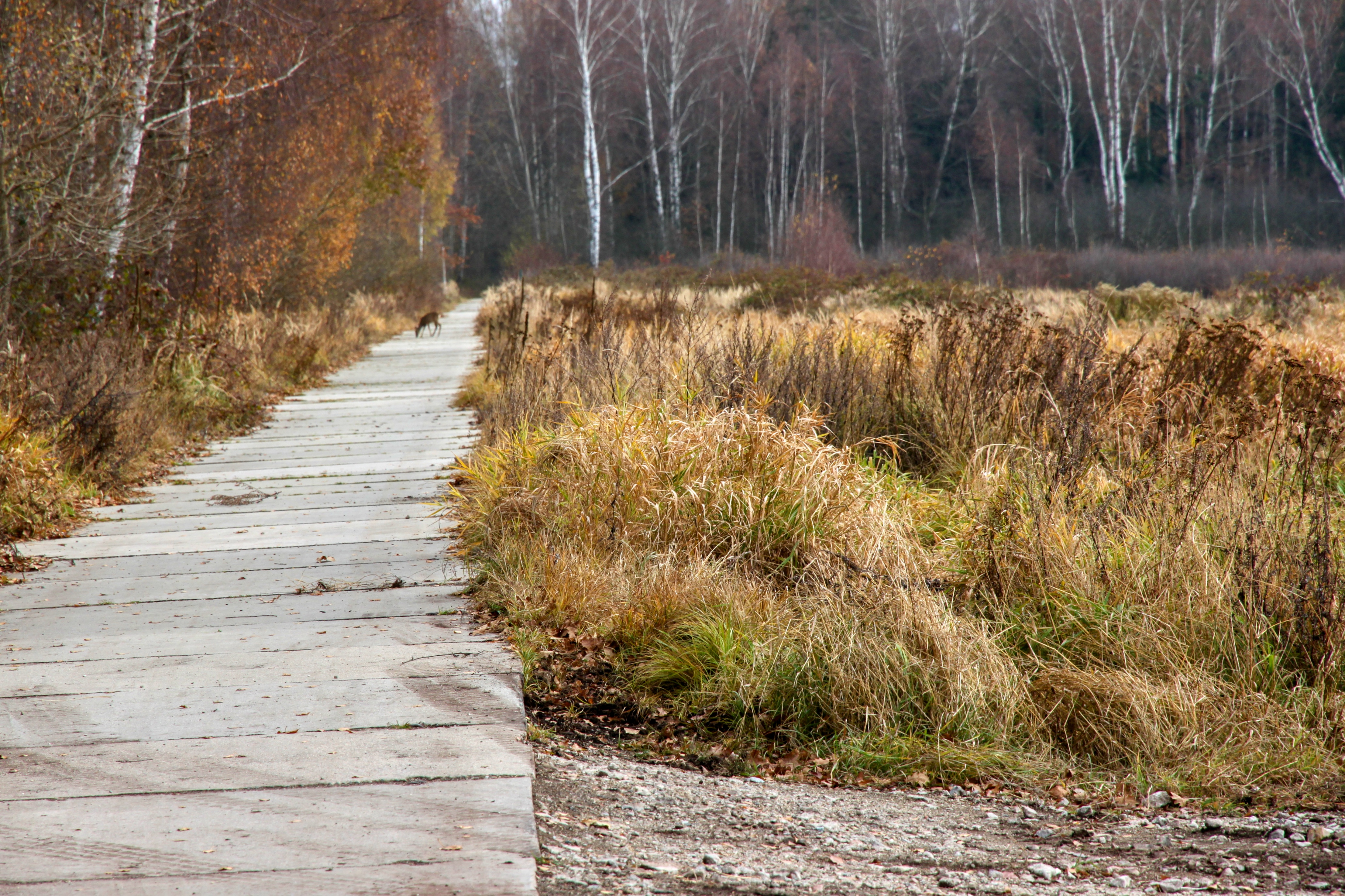
Cesta kolem rašeliniště
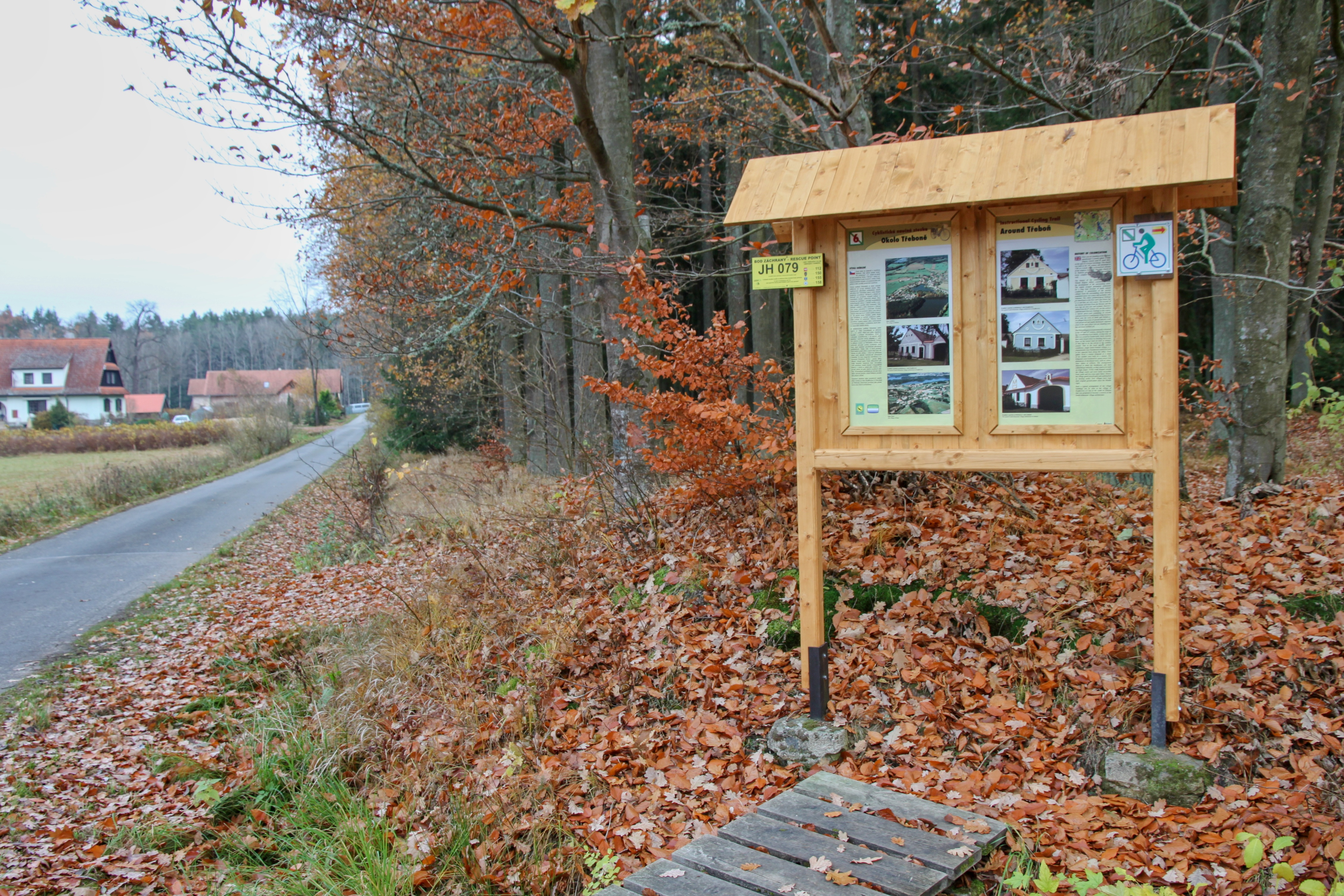
Zastavení u samoty Barbora, Majdalena